# Grand Prix Femenino de la FIDE 2011-12
El  Grand Prix Femenino de la FIDE 2011-12 fue una serie de seis torneos de ajedrez exclusivamente para mujeres, que formaron parte del ciclo de clasificación para el Campeonato Mundial Femenino de Ajedrez 2013 . La ganadora, Hou Yifan, desafiaría a Anna Ushenina, campeona mundial femenina de ajedrez de 2012 .

## Formato
18 de las mejores jugadoras del mundo fueron seleccionadas para competir en estos torneos. Cada una acepta y se compromete a participar en exactamente cuatro de estos torneos. Ellas ordenaron su preferencia de torneos una vez que se anunció la lista final de ciudades anfitrionas y se asignaron las fechas a cada ciudad anfitriona.
Cada torneo es un torneo de todos contra todos de 12 jugadoras. Luego, se asignaron puntos de gran premio de acuerdo con la posición de cada jugador en el torneo: 160 puntos de gran premio para el primer lugar, 130 para el segundo lugar, 110 para el tercer lugar y luego 90 hasta 10 puntos en pasos de 10. En caso de empate en los puntos, los puntos del gran premio se reparten equitativamente entre los jugadores empatados. 
De estos,se tomaron sólo los tres mejores resultados de cada jugadora en consideración. Aquella con más puntos  es la ganadora.

## Participantes
|  | Jugadora               | Método de Clasificación                     | Notas                                                                                     |
|  | ---------------------- | ------------------------------------------- | ----------------------------------------------------------------------------------------- |
|  | Hou Yifan              | Ganadora del Campeonato del Mundo 2010      | Hou también ganó el Gran Prix anterior, por lo que un nuevo lugar se le otorgó por Rating |
|  | Ruan Lufei             | Finalista del Campeonato del Mundo 2010     |                                                                                           |
|  | Humpy Koneru           | Semifinalista del Campeonato del Mundo 2010 |                                                                                           |
|  | Zhao Xue               | Semifinalista del Campeonato del Mundo 2010 |                                                                                           |
|  | Judit Polgár           | Rating                                      |                                                                                           |
|  | Tatiana Kosintseva     | Rating                                      |                                                                                           |
|  | Antoaneta Stefanova    | Rating                                      |                                                                                           |
|  | Nadezhda Kosintseva    | Rating                                      |                                                                                           |
|  | Anna Muzychuk          | Rating                                      |                                                                                           |
|  | Katerina Lagno         | Rating                                      |                                                                                           |
|  | Victoria Cmilyte       | Rating                                      | Reemplazó a Polgár                                                                        |
|  | Zhu Chen               | Nominada                                    |                                                                                           |
|  | Batkhuyag Munguntuul   | Nominada                                    |                                                                                           |
|  | Ekaterina Kovalevskaya | Invitada                                    |                                                                                           |
|  | Ju Wenjun              | Invitada                                    |                                                                                           |
|  | Aleksandra Kosteniuk   | Invitada                                    |                                                                                           |
|  | Alisa Galiámova        | Invitada                                    |                                                                                           |
|  | Elina Danielian        | Invitada                                    |                                                                                           |
|  | Betul Cemre Yildiz     | Invitada                                    |                                                                                           |
|  | Tan Zhongyi            | Reemplazo                                   |                                                                                           |
|  | Lilit Mkrtchian        | Reemplazo                                   |                                                                                           |
|  | Monika Soćko           | Reemplazo                                   |                                                                                           |
|  | Nino Khurtsidze        | Reemplazo                                   |                                                                                           |
|  | Kübra Öztürk           | Reemplazo                                   |                                                                                           |

## Desempates
Con el objetivo de determinar un único ganador claro para jugar en el Challenger Match y en el caso de que dos o más jugadores tengan los mismos puntos acumulados en la parte superior, se utilizarán los siguientes criterios (en orden descendente) para decidir el ganador general:
1. El cuarto resultado no está ya entre las tres mejores actuaciones.
2. El número de total puntos totales anotados en los cuatro torneos.
3. El número de primeros puestos
4. El número de segundos puestos
5. El número de juegos ganados
6. Sorteo

## Resultados

### Clasificación final
|    | Player                                | Rostov | Shenzhen | Nalchik | Kazan | Jermuk | Ankara | Jugados | Mejores 3 |
| -- | ------------------------------------- | ------ | -------- | ------- | ----- | ------ | ------ | ------- | --------- |
| 1  | Hou Yifan (República Popular China)   | 160    | 160      |         | 100   | 160    |        | 4       | 480       |
| 2  | Koneru Humpy (India)                  | 65     |          |         | 145   | 110    | 160    | 4       | 415       |
| 3  | Anna Muzychuk (Eslovenia)             | 100    | 130      |         | 145   |        | 130    | 4       | 405       |
| 4  | Zhao Xue (República Popular China)    |        | 75       | 160     |       | 60     | 110    | 4       | 345       |
| 5  | Kateryna Lahno (Ucrania)              | 130    |          | 80      | 50    | 110    |        | 4       | 320       |
| 6  | Ju Wenjun (República Popular China)   |        | 100      | 130     |       | 75     | 50     | 4       | 305       |
| 7  | Viktorija Cmilyte (Lituania)          |        | 35       | 100     | 100   |        | 85     | 4       | 285       |
| 8  | Nadezhda Kosintseva (Rusia)           | 80     |          | 55      | 35    | 110    |        | 4       | 245       |
| 9  | Ruan Lufei (República Popular China)  | 30     | 75       |         |       | 75     | 85     | 4       | 235       |
| 10 | Tatiana Kosintseva (Rusia)            | 100    |          | 55      | 60    |        | 60     | 4       | 220       |
| 11 | Elina Danielian (Armenia)             | 45     | 50       |         | 75    | 45     |        | 4       | 170       |
| 12 | Ekaterina Kovalevskaya (Rusia)        | 20     | 20       | 100     |       | 30     |        | 4       | 150       |
| 12 | Batkhuyagiin Möngöntuul (Mongolia)    |        | 60       | 20      |       | 20     | 70     | 4       | 150       |
| 14 | Antoaneta Stefanova (Bulgaria)        | 45     |          | 55      | 35    |        | 40     | 4       | 140       |
| 15 | Alisa Galliamova (Rusia)              | 65     |          | 30      | 20    |        |        | 3       | 115       |
| 16 | Tan Zhongyi (República Popular China) |        | 100      |         |       |        |        | 1       | 100       |
| 17 | Alexandra Kosteniuk (Rusia)           | 10     |          | 10      | 75    |        |        | 3       | 95        |
| 18 | Zhu Chen (Catar)                      |        | 35       | 55      |       |        |        | 2       | 90        |
| 19 | Betul Cemre Yildiz (Turquía)          |        | 10       |         | 10    |        | 30     | 3       | 50        |
| 20 | Lilit Mkrtchian (Armenia)             |        |          |         |       | 45     |        | 1       | 45        |
| 21 | Monika Soćko (Polonia)                |        |          |         |       |        | 20     | 1       | 20        |
| 22 | Nino Khurtsidze (Georgia)             |        |          |         |       | 10     |        | 1       | 10        |
| 22 | Kübra Öztürk (Turquía)                |        |          |         |       |        | 10     | 1       | 10        |

### Rostov
|    | Jugadora               | Elo  | 1 | 2 | 3 | 4 | 5 | 6 | 7 | 8 | 9 | 10 | 11 | 12 | Pts. |
| -- | ---------------------- | ---- | - | - | - | - | - | - | - | - | - | -- | -- | -- | ---- |
| 1  | Hou Yifan              | 2575 |   | 0 | 1 | ½ | ½ | 1 | 1 | ½ | 1 | ½  | 1  | 1  | 8    |
| 2  | Kateryna Lahno         | 2536 | 1 |   | 0 | ½ | 1 | ½ | 1 | 1 | 1 | 0  | ½  | ½  | 7    |
| 3  | Anna Muzychuk          | 2538 | 0 | 1 |   | ½ | ½ | ½ | 1 | ½ | ½ | 1  | ½  | ½  | 6½   |
| 4  | Tatiana Kosintseva     | 2557 | ½ | ½ | ½ |   | ½ | ½ | 0 | 1 | ½ | 1  | 1  | ½  | 6½   |
| 5  | Nadezhda Kosintseva    | 2560 | ½ | 0 | ½ | ½ |   | ½ | ½ | ½ | ½ | ½  | 1  | 1  | 6    |
| 6  | Humpy Koneru           | 2614 | 0 | ½ | ½ | ½ | ½ |   | ½ | ½ | ½ | 1  | 0  | 1  | 5½   |
| 7  | Alisa Galliamova       | 2492 | 0 | 0 | 0 | 1 | ½ | ½ |   | 1 | 0 | 1  | 1  | ½  | 5½   |
| 8  | Antoaneta Stefanova    | 2524 | ½ | 0 | ½ | 0 | ½ | ½ | 0 |   | 1 | ½  | 1  | ½  | 5    |
| 9  | Elina Danielian        | 2521 | 0 | 0 | ½ | ½ | ½ | ½ | 1 | 0 |   | 0  | 1  | 1  | 5    |
| 10 | Ruan Lufei             | 2479 | ½ | 1 | 0 | 0 | ½ | 0 | 0 | ½ | 1 |    | ½  | ½  | 4½   |
| 11 | Ekaterina Kovalevskaya | 2427 | 0 | ½ | ½ | 0 | 0 | 1 | 0 | 0 | 0 | ½  |    | 1  | 3½   |
| 12 | Alexandra Kosteniuk    | 2497 | 0 | ½ | ½ | ½ | 0 | 0 | ½ | ½ | 0 | ½  | 0  |    | 3    |

### Shenzen
|    | Jugadora                | Elo  | 1 | 2 | 3 | 4 | 5 | 6 | 7 | 8 | 9 | 10 | 11 | 12 | Pts. |
| -- | ----------------------- | ---- | - | - | - | - | - | - | - | - | - | -- | -- | -- | ---- |
| 1  | Hou Yifan               | 2578 |   | ½ | ½ | 1 | ½ | 1 | 1 | ½ | ½ | 1  | 1  | ½  | 8    |
| 2  | Anna Muzychuk           | 2545 | ½ |   | ½ | ½ | ½ | ½ | ½ | 1 | ½ | 1  | ½  | 1  | 7    |
| 3  | Ju Wenjun               | 2536 | ½ | ½ |   | ½ | 1 | ½ | ½ | 0 | 1 | ½  | ½  | 1  | 6½   |
| 4  | Tan Zhongyi             | 2429 | 0 | ½ | ½ |   | ½ | ½ | ½ | ½ | ½ | 1  | 1  | 1  | 6½   |
| 5  | Zhao Xue                | 2497 | ½ | ½ | 0 | ½ |   | 1 | 1 | 0 | ½ | ½  | ½  | 1  | 6    |
| 6  | Ruan Lufei              | 2477 | 0 | ½ | ½ | ½ | 0 |   | ½ | 1 | ½ | ½  | 1  | 1  | 6    |
| 7  | Batkhuyagiin Möngöntuul | 2465 | 0 | ½ | ½ | ½ | 0 | ½ |   | 0 | 1 | 1  | ½  | 1  | 5½   |
| 8  | Elina Danielian         | 2517 | ½ | 0 | 1 | ½ | 1 | 0 | 1 |   | 0 | 0  | ½  | ½  | 5    |
| 9  | Zhu Chen                | 2490 | ½ | ½ | 0 | ½ | ½ | ½ | 0 | 1 |   | 0  | ½  | ½  | 4½   |
| 10 | Viktorija Cmilyte       | 2525 | 0 | 0 | ½ | 0 | ½ | ½ | 0 | 1 | 1 |    | ½  | ½  | 4½   |
| 11 | Ekaterina Kovalevskaya  | 2421 | 0 | ½ | ½ | 0 | ½ | 0 | ½ | ½ | ½ | ½  |    | ½  | 4    |
| 12 | Betul Cemre Yildiz      | 2308 | ½ | 0 | 0 | 0 | 0 | 0 | 0 | ½ | ½ | ½  | ½  |    | 2½   |

### Nalchik
|    | Jugadora                | Elo  | 1 | 2 | 3 | 4 | 5 | 6 | 7 | 8 | 9 | 10 | 11 | 12 | Pts. |
| -- | ----------------------- | ---- | - | - | - | - | - | - | - | - | - | -- | -- | -- | ---- |
| 1  | Zhao Xue                | 2497 |   | 0 | ½ | 1 | 1 | 1 | 1 | 1 | 1 | 1  | 1  | 1  | 9½   |
| 2  | Ju Wenjun               | 2536 | 1 |   | ½ | ½ | ½ | 1 | ½ | 1 | 1 | ½  | 0  | ½  | 7    |
| 3  | Ekaterina Kovalevskaya  | 2421 | ½ | ½ |   | 1 | ½ | ½ | ½ | 1 | ½ | ½  | ½  | 0  | 6    |
| 4  | Viktorija Cmilyte       | 2525 | 0 | ½ | 0 |   | 1 | ½ | 1 | ½ | ½ | ½  | ½  | 1  | 6    |
| 5  | Kateryna Lahno          | 2554 | 0 | ½ | ½ | 0 |   | ½ | ½ | ½ | 1 | ½  | ½  | 1  | 5½   |
| 6  | Zhu Chen                | 2490 | 0 | 0 | ½ | ½ | ½ |   | ½ | ½ | 1 | ½  | 1  | 0  | 5    |
| 7  | Tatiana Kosintseva      | 2536 | 0 | ½ | ½ | 0 | ½ | ½ |   | ½ | ½ | ½  | ½  | 1  | 5    |
| 8  | Nadezhda Kosintseva     | 2560 | 0 | 0 | 0 | ½ | ½ | ½ | ½ |   | ½ | ½  | 1  | 1  | 5    |
| 9  | Antoaneta Stefanova     | 2528 | 0 | 0 | ½ | ½ | 0 | 0 | ½ | ½ |   | 1  | 1  | 1  | 5    |
| 10 | Alisa Galliamova        | 2498 | 0 | ½ | ½ | ½ | ½ | ½ | ½ | ½ | 0 |    | 1  | 0  | 4½   |
| 11 | Batkhuyagiin Möngöntuul | 2465 | 0 | 1 | ½ | ½ | ½ | 0 | ½ | 0 | 0 | 0  |    | 1  | 4    |
| 12 | Alexandra Kosteniuk     | 2469 | 0 | ½ | 1 | 0 | 0 | 1 | 0 | 0 | 0 | 1  | 0  |    | 3½   |

### Kazan
|    | Jugadora            | Elo  | 1 | 2 | 3 | 4 | 5 | 6 | 7 | 8 | 9 | 10 | 11 | 12 | Pts. |
| -- | ------------------- | ---- | - | - | - | - | - | - | - | - | - | -- | -- | -- | ---- |
| 1  | Humpy Koneru        | 2589 |   | ½ | ½ | ½ | ½ | ½ | ½ | 1 | 1 | ½  | 1  | 1  | 7½   |
| 2  | Anna Muzychuk       | 2598 | ½ |   | ½ | ½ | ½ | ½ | ½ | ½ | 1 | 1  | 1  | 1  | 7½   |
| 3  | Viktorija Cmilyte   | 2508 | ½ | ½ |   | 1 | 0 | ½ | ½ | ½ | ½ | 1  | 1  | 1  | 7    |
| 4  | Hou Yifan           | 2623 | ½ | ½ | 0 |   | 1 | 1 | 1 | ½ | 1 | ½  | 1  | 0  | 7    |
| 5  | Alexandra Kosteniuk | 2457 | ½ | ½ | 1 | 0 |   | 1 | ½ | 0 | ½ | 0  | 1  | 1  | 6    |
| 6  | Elina Danielian     | 2484 | ½ | ½ | ½ | 0 | 0 |   | 1 | 1 | ½ | 1  | 0  | 1  | 6    |
| 7  | Tatiana Kosintseva  | 2532 | ½ | ½ | ½ | 0 | ½ | 0 |   | 1 | ½ | ½  | ½  | 1  | 5½   |
| 8  | Kateryna Lahno      | 2546 | 0 | ½ | ½ | ½ | 1 | 0 | 0 |   | ½ | ½  | 1  | ½  | 5    |
| 9  | Antoaneta Stefanova | 2518 | 0 | 0 | ½ | 0 | ½ | ½ | ½ | ½ |   | 1  | ½  | ½  | 4½   |
| 10 | Nadezhda Kosintseva | 2528 | ½ | 0 | 0 | ½ | 1 | 0 | ½ | ½ | 0 |    | 1  | ½  | 4½   |
| 11 | Alisa Galliamova    | 2484 | 0 | 0 | 0 | 0 | 0 | 1 | ½ | 0 | ½ | 0  |    | 1  | 3    |
| 12 | Betul Cemre Yildiz  | 2333 | 0 | 0 | 0 | 1 | 0 | 0 | 0 | ½ | ½ | ½  | 0  |    | 2½   |

### Jermuk
|    | Jugadora                | Elo  | 1 | 2 | 3 | 4 | 5 | 6 | 7 | 8 | 9 | 10 | 11 | 12 | Pts. |
| -- | ----------------------- | ---- | - | - | - | - | - | - | - | - | - | -- | -- | -- | ---- |
| 1  | Hou Yifan               | 2617 |   | ½ | 0 | ½ | ½ | 1 | ½ | ½ | 1 | 1  | ½  | 1  | 7    |
| 2  | Nadezhda Kosintseva     | 2516 | ½ |   | ½ | 1 | ½ | 1 | 1 | 1 | 0 | 0  | ½  | ½  | 6½   |
| 3  | Kateryna Lahno          | 2537 | 1 | ½ |   | 1 | ½ | ½ | 0 | ½ | ½ | 1  | ½  | ½  | 6½   |
| 4  | Humpy Koneru            | 2598 | ½ | 0 | 0 |   | 1 | ½ | 1 | 0 | 1 | 1  | ½  | 1  | 6½   |
| 5  | Ju Wenjun               | 2518 | ½ | ½ | ½ | 0 |   | 1 | 0 | 1 | ½ | ½  | ½  | 1  | 6    |
| 6  | Ruan Lufei              | 2483 | 0 | 0 | ½ | ½ | 0 |   | 1 | ½ | 1 | ½  | 1  | 1  | 6    |
| 7  | Zhao Xue                | 2556 | ½ | 0 | 1 | 0 | 1 | 0 |   | ½ | 1 | 0  | ½  | 1  | 5½   |
| 8  | Elina Danielian         | 2480 | ½ | 0 | ½ | 1 | 0 | ½ | ½ |   | ½ | ½  | ½  | ½  | 5    |
| 9  | Lilit Mkrtchian         | 2450 | 0 | 1 | ½ | 0 | ½ | 0 | 0 | ½ |   | 1  | ½  | 1  | 5    |
| 10 | Ekaterina Kovalevskaya  | 2417 | 0 | 1 | 0 | 0 | ½ | ½ | 1 | ½ | 0 |    | 1  | 0  | 4½   |
| 11 | Batkhuyagiin Möngöntuul | 2447 | ½ | ½ | ½ | ½ | ½ | 0 | ½ | ½ | ½ | 0  |    | 0  | 4    |
| 12 | Nino Khurtsidze         | 2456 | 0 | ½ | ½ | 0 | 0 | 0 | 0 | ½ | 0 | 1  | 1  |    | 3½   |

### Ankara
|    | Jugadora                | Elo  | 1 | 2 | 3 | 4 | 5 | 6 | 7 | 8 | 9 | 10 | 11 | 12 | Pts. |
| -- | ----------------------- | ---- | - | - | - | - | - | - | - | - | - | -- | -- | -- | ---- |
| 1  | Humpy Koneru            | 2593 |   | 0 | ½ | ½ | 1 | ½ | 1 | 1 | 1 | 1  | 1  | 1  | 8½   |
| 2  | Anna Muzychuk           | 2606 | 1 |   | ½ | ½ | ½ | ½ | 1 | ½ | ½ | 1  | 1  | 1  | 8    |
| 3  | Zhao Xue                | 2549 | ½ | ½ |   | 0 | ½ | 1 | ½ | 1 | 1 | 1  | 1  | ½  | 7½   |
| 4  | Viktorija Cmilyte       | 2520 | ½ | ½ | 1 |   | ½ | ½ | 0 | ½ | 1 | 0  | 1  | 1  | 6½   |
| 5  | Ruan Lufei              | 2492 | 0 | ½ | ½ | ½ |   | ½ | ½ | ½ | ½ | 1  | 1  | 1  | 6½   |
| 6  | Batkhuyagiin Möngöntuul | 2434 | ½ | ½ | 0 | ½ | ½ |   | ½ | 1 | ½ | ½  | 1  | ½  | 6    |
| 7  | Tatiana Kosintseva      | 2524 | 0 | 0 | ½ | 1 | ½ | ½ |   | 1 | ½ | 0  | 1  | ½  | 5½   |
| 8  | Ju Wenjun               | 2528 | 0 | ½ | 0 | ½ | ½ | 0 | 0 |   | 1 | 1  | ½  | 1  | 5    |
| 9  | Antoaneta Stefanova     | 2502 | 0 | ½ | 0 | 0 | ½ | ½ | ½ | 0 |   | 1  | ½  | 1  | 4½   |
| 10 | Betul Cemre Yildiz      | 2341 | 0 | 0 | 0 | 1 | 0 | ½ | 1 | 0 | 0 |    | ½  | ½  | 3½   |
| 11 | Monika Soćko            | 2463 | 0 | 0 | 0 | 0 | 0 | 0 | 0 | ½ | ½ | ½  |    | 1  | 2½   |
| 12 | Kübra Öztürk            | 2294 | 0 | 0 | ½ | 0 | 0 | ½ | ½ | 0 | 0 | ½  | 0  |    | 2    |